# Chelchbach
Der Chelchbach ist ein etwa 11 Kilometer langer Bach im Kanton Wallis, der in Naters von rechts in die Rhone mündet.

## Geographie

### Verlauf
Der Chelchbach entspringt auf 2950 m ü. M. unterhalb des Unnerbächgletschers. Das Gebiet ist umgeben von Dreitausendern wie dem Unnerbächhorn, dem Gänderhorn und dem Hostock. Der Bach fliesst zunächst zusammen mit vielen weiteren Quellbächen südwärts in ein Tal, das sich etwa auf 2200 m ü. M. befindet. Nach etwa 3,5 km fliesst der Bach in der Nähe von Belalp und Bäll vorbei auf etwa 2000 m ü. M. Kurz darauf folgt die Baumgrenze, und er fliesst im Chrache, wobei er über eine Distanz von 2 km etwa 700 Höhenmeter abfällt, während in der Nähe mehrere Siedlungen von Blatten bei Naters sind. Auf etwa 1260 m ü. M. erreicht er bei Eija die Strasse nach Blatten bei Naters. Von nun an verläuft die Strasse entlang dem Bach, während weitere Siedlungen sich in der Nähe befinden. Etwas mehr als 1 km später erreicht der Bach auf 1040 m ü. M. den Weiler Geimen wo ihm der Bruchii aus dem Blindtalli von links zufliesst. Er durchfliesst weitere Siedlungen und erreicht nach weiteren 2 km Naters auf 700 m ü. M. Er durchfliesst Naters stark kanalisiert und mündet schliesslich weitere 0,8 km später auf 671 m ü. M. von rechts in den Rotten (die Rhone).

### Einzugsgebiet
Das Einzugsgebiet des Chelchbachs hat eine Grösse von etwa 30 km². Der höchste Punkt im Einzugsgebiet ist am Unnerbächhorn auf 3426 m ü. M.